# 利韋濟鄉 (巴克烏縣)
46°24′N 26°44′E / 46.400°N 26.733°E
利韋濟鄉（羅馬尼亞語：Comuna Livezi, Bacău），是羅馬尼亞的鄉份，位於該國東北部，由巴克烏縣負責管轄，面積57平方公里，海拔高度257米，2007年人口5,350，人口密度每平方公里93人。